# Французские «табакерочные» винтовки

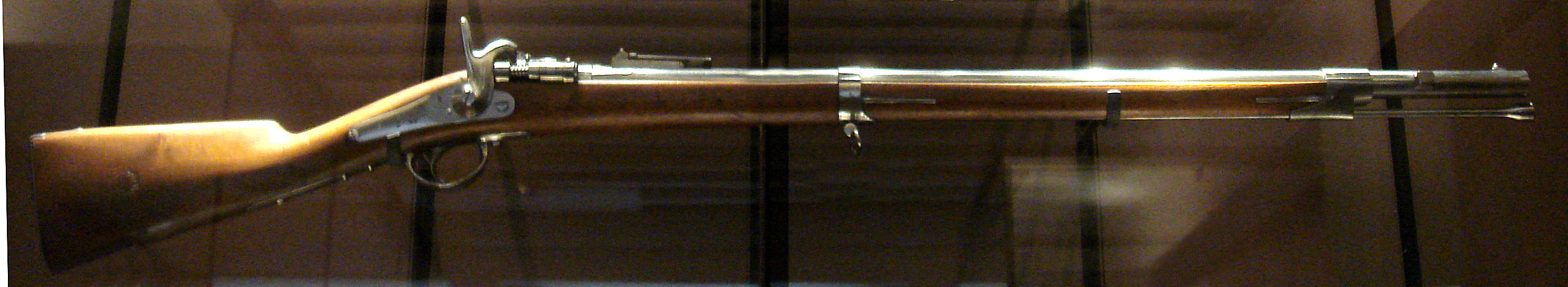
«Табакерочный» карабин образца 1867 года.

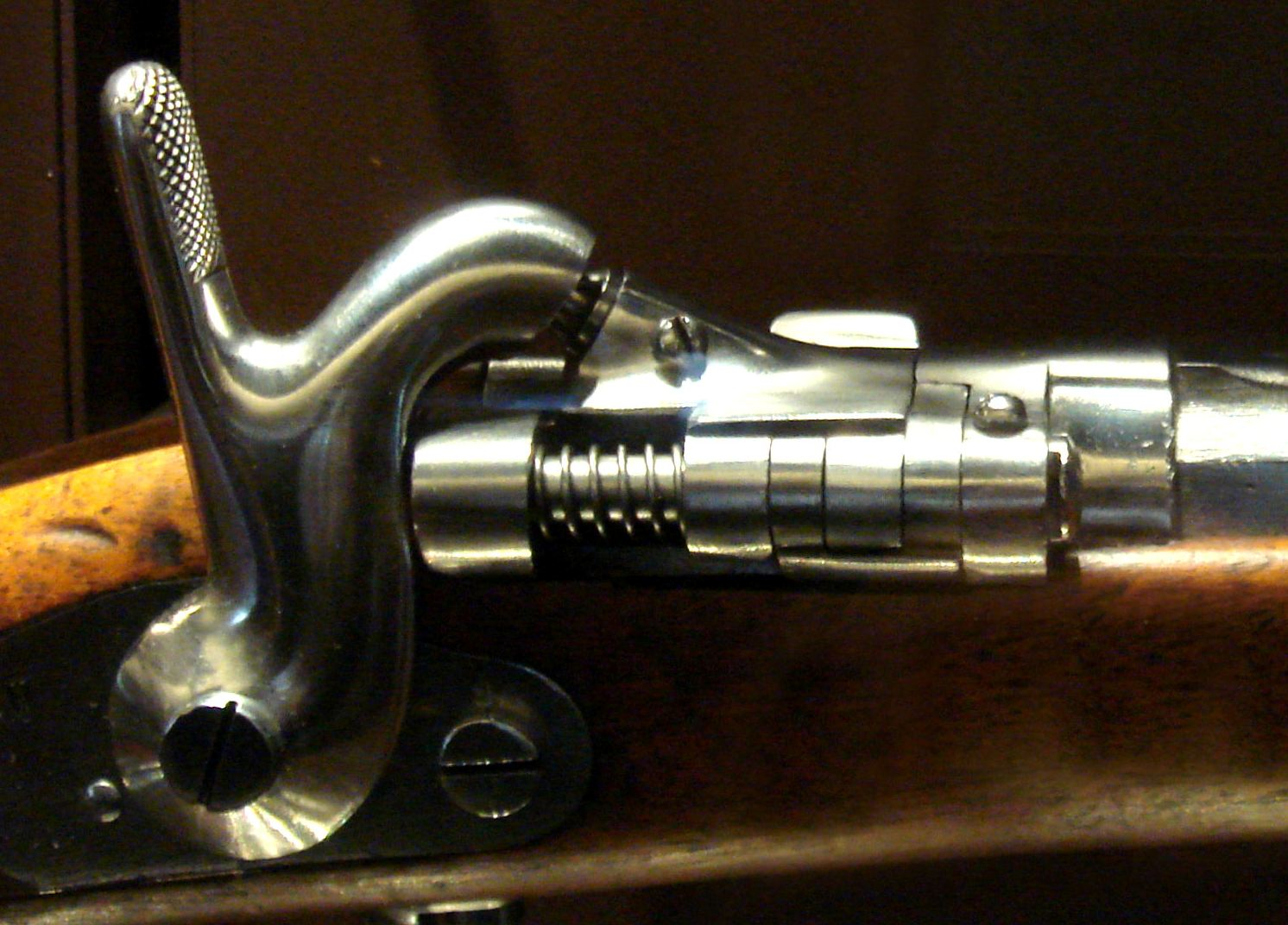
«Табакерочный» затвор. При перезаряжании откидывался вправо на оси, открывая доступ к каналу ствола. Извлечение гильзы осуществлялось отведением откинутого затвора назад, — на фотографии видна его возвратная пружина. Курок взводился отдельно.

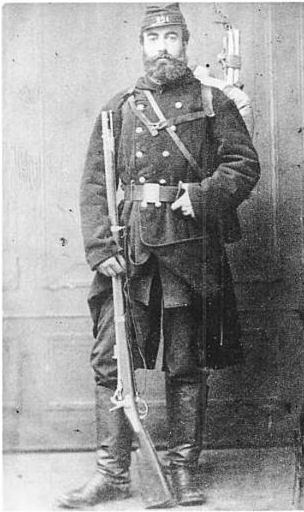
Солдат Национальной гвардии с «табакерочной» винтовкой. 1870 год.

«Табакерочные» (фр. Tabatière) винтовки и карабины, Schneider-Tabatière — «переделочные» казнозарядные винтовки и карабины, состоявшие на вооружении во Франции во второй половине XIX века. Переделывались с 1864 года из старых дульнозарядных винтовок Минье образцов 1853 и 1854 годов, егерских карабинов 1857—1859 годов, а также иных систем.
Своим названием эти винтовки обязаны своему затвору, который для перезаряжания оружия открывался вбок на шарнире, подобно крышке табакерки. Их система была в целом аналогична английской «переделочной» винтовке Снайдер-Энфилд, поэтому иногда эти винтовки также обозначают Снайдер-Шнейдер, по фирме-изготовителю. Переделка была поручена частной фирме, так как государственные оружейные заводы были полностью загружены производством винтовок Шасспо.
Хотя с чисто технической точки зрения эти винтовки и представляли собой более высокую ступень развития, чем штатная французская игольчатая винтовка Шасспо благодаря использованию патронов центрального воспламенения с металлической гильзой вместо бумажных, из-за сохранения крупного калибра (17,8 мм) по баллистике они сильно уступали системе Шасспо, к тому же «табакерочный» затвор, не автоматизированная экстракция стреляных гильз и отдельно взводимый курок не способствовали высокой скорострельности. Поэтому «табакерочные» винтовки имели довольно ограниченное применение, как правило во «второй линии» и вспомогательных войсках, а также Национальной гвардии.
Однако во время франко-прусской войны около 358 000  «табакерочных» винтовок также было поставлено на фронт, — впрочем, не пользуясь у солдат популярностью. Впоследствии значительная часть из них была захвачена немцами, но ввиду низких боевых качеств те не стали их использовать и впоследствии продали третьим странам. Франция после войны также постаралась избавиться от имевшихся запасов этого оружия. В результате «табакерочные» винтовки продолжили службу в «третьем мире», а также в многочисленных колониях в Африке. Например, Аргентина приобрела в 1880 году 5 000 винтовок и полмиллиона патронов к ним, которые успели поучаствовать в Революции 1880 года. А к концу XIX века часть «табакерочных» винтовок, было переделано под гладкоствольные однозарядные дробовики и отправлены в африканские колонии, где позднее получили прозвище "Зулу ружьё".

## Варианты
- Mle 1867 Tabatiere fusil de Dragon
- Mle 1859 Carabine de Chasseur